# Rynkatorpa gibbsi
Rynkatorpa gibbsi is een zeekomkommer uit de familie Synaptidae.
De wetenschappelijke naam van de soort werd in 1977 gepubliceerd door Rowe.